# Stefan Mutter
Stefan Mutter (* 3. Oktober 1956 in Basel) ist ein ehemaliger Schweizer Radrennfahrer.

## Laufbahn
Stefan Mutter bestritt mit 15 Jahren sein erstes Rennen, damals noch für den Velo- und Moto-Club Birsfelden. In den folgenden Jahren fuhr er etliche Erfolge heraus. Dabei war er sowohl als Einzelkämpfer erfolgreich wie im Sprint oder bei Bergankünften. Mit der Mannschaft hatte er ebenso Erfolge. Einer seiner grossen Erfolge als Amateursportler waren die beiden Bronzemedaillen an den UCI-Strassen-Weltmeisterschaften 1978 im Einzel und mit der Mannschaft. 1977 siegte er in der Meisterschaft von Zürich für Amateure und gewann das Einzelzeitfahren im Etappenrennen Grand Prix Guillaume Tell. Die Leimentalrundfahrt gewann er 1979, 1982 und 1984.
Mutter begann seine Profikarriere 1979 und erreichte gleich den zweiten Rang beim Etappenrennen Paris–Nizza. 1981 gewann er die Mittelmeer-Rundfahrt, wurde Zweiter bei Lüttich–Bastogne–Lüttich und auch noch Schweizer Meister. 1982 war Stefan Mutters erfolgreichstes Profi-Jahr. Er gewann die Punktewertung an der Vuelta a España und in der Tour de Suisse, errang einen Etappensieg an der Tour de France, wurde Dritter bei Lüttich–Bastogne–Lüttich und Vierter bei Paris–Roubaix. Im Jahr 1983 gelang Mutter die beste Tour de Suisse. Er beendete das Rennen als Gesamtvierter. Im 1984 kam dann noch ein Höhepunkt hinzu, ein Etappensieg am Giro d’Italia.
Nach der Saison 1990 gab Stefan Mutter seinen Rücktritt vom Profisport bekannt und wurde 1991 mit dem Baselbieter Sportpreis geehrt.